# Banco Columbia
Banco Columbia é um banco argentino privado com operações de capital privado. Sua sede está localizada na Cidade de Buenos Aires e possui mais de 51 filiais distribuídas nas principais cidades do interior da Argentina.
Trata-se de uma sociedade anônima com participação estatal majoritária, mas com administração privada, que se dedica a empréstimos e outras atividades financeiras.

## História
A origem da entidade bancária remonta a 1969, quando a Columbia foi constituída como uma "Sociedade de Poupança e Empréstimo". A instituição bancária ganhou destaque pela primeira vez em 2001, durante a crise econômica argentina, quando, em apenas 6 meses, a Columbia se tornou uma das principais referências no mercado cambial. Ela chegou a administrar empréstimos pessoais no valor de mais de $200 milhões.
Em 2021, devido à crise global causada pela pandemia de SARS-CoV-2 e naquele momento o país enfrentava uma possível crise econômica e bancária, a varejista chilena Falabella anunciou a venda da carteira de cartões de crédito CMR na Argentina. Após vários meses, a entidade bancária anunciou a aquisição da carteira financeira, assumindo 100% da carteira financeira CMR.